# Kimberley Joseph
Kimberley Joseph (ur. 30 sierpnia 1973 w Vancouver, Kanada) – kanadyjska aktorka.

## Filmografia
- 2004: Zagubieni jako Cindy Chandler
- 2004: Go Big jako Sophie Duvet
- 2004: Fight Night jako Tracey
- 2003: Greeks on the Roof jako ona sama
- 2001–2003: Cold Feet jako Jo Ellison/Gifford
- 1998: Cena życia jako dr Grace Connelly
- 1998: Tales of the South Seas jako Clare Devon
- 1997–1999: Murder Call jako Andrea Thatcher
- 1999: Szczury wodne jako Mary Worth, epizod
- 1995–1999: Herkules jako Nemesis
- 1993–1994: Rajska plaża jako Cassie Barsby
- 1988–2005: Zatoka serc jako Joanne Brennan